# Шагба (нохія)

Нохія Шагба на мапі мінтака Шагба

Нохія Шагба (араб. شهبا‎‎) — нохія у Сирії, що входить до складу мінтаки Шагба мухафази Ас-Сувейда. Адміністративний центр — місто Шагба.
До нохії належать такі поселення:
- Шагба → (Shahba);
- Амра → (Amra);
- Брайка → (Braykah);
- Маджадель → (Majadel);
- Мурдук → (Murduk);
- Мтуне → (Mtuneh);
- Німре → (Nimreh);
- Салахед → (Salakhed);
- Суваймра → (Suwaymrah);
- Тайма → (Taymah);
- Умм-Дубайб → (Umm Dubayb);
- Умм-аз-Зайтун → (Umm al-Zaytun);